# 漢尼·穆基達
漢尼·穆基達（德語：Hany Abubakr Mukhtar，1995年3月21日—）是一位蘇丹裔德國職業足球運動員，司職中場，現由葡萄牙足球超級聯賽賓菲加租借至奧地利足球超級聯賽薩爾斯堡紅牛。

## 外部連結
- Benfica official profile （页面存档备份，存于） （葡萄牙文）
- fussballdaten.de：Hany Mukhtar之統計數據 （德文）
- Hany Mukhtar （页面存档备份，存于） at kicker.de
- 漢尼·穆基達於ForaDeJogo的個人資料
- Soccerway資料庫：漢尼·穆基達